# Phénomène chimique
Un phénomène chimique dû à une réaction chimique conduit à la transformation des constituants d'un mélange ou d'une substance, avec pour conséquence la perte des propriétés caractéristiques initiales de ceux-ci.
Il se distingue du phénomène physique qui conserve les propriétés caractéristiques initiales des constituants d'un mélange ou d'une substance.
Alors que dans une modification physique, la nature de la substance ne change pas (l'eau liquide de la vapeur d'eau reste de l'eau, de même que sa forme solide de glaçon, le gaz carbonique solubilisé dans le soda est simplement libéré dans l'air, le sel dissout dans l'eau conserve ses propriétés), dans une réaction chimique, en revanche, les substances se transforment et changent de nature, donc de propriétés. 
Par exemple, la rouille n'a pas la solidité du fer, le carbone provenant de la calcination de la pomme de terre n'est plus comestible, on ne peut pas se chauffer avec les cendres ou la fumée produites par la combustion du bois, on respire de l'oxygène et il sort de nos poumons de la vapeur d'eau (visible en hiver) et du gaz carbonique.
Au cours d'un phénomène chimique, la réaction peut également s'accompagner de changements de couleur ou d'état comme la précipitation, c'est-à-dire la formation au sein d'une solution d'un solide insoluble, ou le dégazement d'un gaz produit par la formation de bulles, ou la condensation d'un liquide lors de la réaction entre deux gaz, etc...
Dans la vie courante, des exemples de phénomènes chimiques sont par exemple du fer qui rouille, la digestion des aliments et du sucre qui brûle.